# Regina Stiefl
Regina Stiefl, née le 11 octobre 1966, est une coureuse cycliste allemande spécialiste de VTT cross-country et de VTT de descente.
Elle est admise au Mountain Bike Hall of Fame en 1999.

## Palmarès

### Coupe du monde
Coupe du monde de cross-country
- 1991 : 3e du classement général, vainqueur de 1 manche

Coupe du monde de descente
- 1993 : 1re du classement général, vainqueur de 3 manches
- 1995 : 1re du classement général, vainqueur de 1 manche

### Championnat d'Allemagne
- Championne d'Allemagne de cross-country (2) : 1991 et 1993
- Championne d'Allemagne de descente (3) : 1994, 1995 et 1998